# Kenza Dali
	Kenza Dali (født 31. januar 1991) er en kvindelig fransk fodboldspiller, der spiller midtbane for engelske Everton i FA Women's Super League og Frankrigs kvindefodboldlandshold.
Hun begyndte sin ungdomskarriere i den franske storklub Olympique Lyonnais Féminin i 2005. Hun har tidligere spillet for de franske ligaklubber Rodez, Lille, Dijon og hovedstadsklubben Paris Saint-Germain. Hun skiftede i maj 2021 fra engelske West Ham United til Everton.

## Landsholdskarriere
| # | Dato             | Sted                                  | Modstander | Score | Resultat | Turnering                                       |
| - | ---------------- | ------------------------------------- | ---------- | ----- | -------- | ----------------------------------------------- |
| 1 | 26 November 2014 | Stade de Gerland, Lyon, Frankrig      | Brasilien  | 2–0   | 2–0      | Venskabskamp                                    |
| 2 | 6 March 2015     | Stadium Bela Vista, Parchal, Portugal | Danmark    | 3–0   | 4–1      | Algarve Cup 2015                                |
| 6 | 1 December 2020  | Stade de la Rabine, Vannes, Frankrig  | Kasakhstan | 6–0   | 12–0     | Kvalifikation til EM i fodbold for kvinder 2022 |